# Siete maravillas de Canadá
Las siete maravillas del Canadá (del inglés: Seven Wonders of Canada) fue un concurso de 2007 patrocinado por los programas The National, de CBC Television, y Sounds Like Canada, de CBC Radio One. Se buscó determinar las «siete maravillas» del país, recibiendo nominaciones de los espectadores, y luego de una votación en línea de una lista corta. Después de la votación, un panel de jueces,  Ra McGuire, Roy MacGregor y Roberta L. Jamieson, escogieron los ganadores sobre la base de criterios geográficos y poéticos. Sus siete picos fueron revelados en la emisión de The National del 7 de junio de 2007.

## Siete maravillas del Canadá de la CBC
| Imagen | Nominado              | Localización                  | Provincia o territorio     | Número de votos |
| ------ | --------------------- | ----------------------------- | -------------------------- | --------------- |
|        | La canoa              |                               |                            | 17,470          |
|        | El igloo              | Norte de Canadá               |                            | 11,082          |
|        | Cataratas del Niágara | Río Niagara                   | Ontario                    | 81,818          |
|        | Old Quebec            | Quebec City                   | Quebec                     | 20,880          |
|        | Pier 21               | Halifax Regional Municipality | Nueva Escocia              | 11,225          |
|        | Prairie Skies         | Canadian Prairies             |                            | 14,836          |
|        | Las Rocosas           | Oeste de Canadá               | Alberta Columbia Británica | 55,630          |

## Los siete más votados en Canadá
| Imagen | Nominado                        | Localización         | Provincia o territorio         | Número de votos |
| ------ | ------------------------------- | -------------------- | ------------------------------ | --------------- |
|        | Sleeping Giant                  | Thunder Bay          | Ontario                        | 177,305         |
|        | Cataratas del Niágara           | Río Niagara          | Ontario                        | 81,818          |
|        | Bahía de Fundy                  | Atlantic Canada      | Nuevo Brunswick, Nueva Escocia | 67,670          |
|        | Reserva Parque nacional Nahanni | Norte de Canadá      | Territorios del Noroeste       | 64,920          |
|        | Luces del Norte (auroras)       | Norte de Canadá      |                                | 61,417          |
|        | Las Rocosas                     | Oeste de Canadá      | Alberta Columbia Británica     | 55,630          |
|        | Cabot Trail                     | Isla del Cabo Bretón | Nueva Escocia                  | 44,073          |

Full voting results

## Lista corta
| Imagen                    | Nominado                                | Localización                                          | Provincia o territorio                    | Número de votos |
| ------------------------- | --------------------------------------- | ----------------------------------------------------- | ----------------------------------------- | --------------- |
|                           | Cathedral Grove                         | MacMillan Provincial Park                             | Columbia Británica                        | 21,472          |
|                           | CN Tower                                | Toronto                                               | Ontario                                   | 26,740          |
|                           | Puente de la Confederación              | Estrecho de Northumberland                            | Isla del Príncipe Eduardo Nuevo Brunswick | 27,791          |
|                           | Crooked Trees                           | Thickwood Hills                                       | Saskatchewan                              | 6,843           |
|                           | Cypress Hills                           | Cypress Hills Interprovincial Park                    | Saskatchewan Alberta                      | 10,535          |
|                           | Dawson City                             |                                                       | Yukon                                     | 4,846           |
|                           | Dempster Highway                        | Norte de Canadá                                       | Yukon y Territorios del Noroeste          | 4,538           |
|                           | Drumheller                              | Río Red Deer                                          | Alberta                                   | 31,828          |
|                           | Grand Beach                             | Lago Winnipeg                                         | Manitoba                                  | 6,182           |
|                           | Parque nacional Gros Morne              | Oeste de Terranova                                    | Terranova y Labrador                      | 41,034          |
|                           | Haida Gwaii - Islas de la Reina Carlota | Columbia Británica del Noroeste                       | Columbia Británica                        | 14,501          |
|                           | Puente cubierto Hartland                | Hartland                                              | Nuevo Brunswick                           | 11,390          |
|                           | Carreteras de hielo                     | Norte de Canadá                                       |                                           | 14,650          |
|                           | L'Anse Amour - Village of Seven         | Labrador                                              | Terranova y Labrador                      | 12,111          |
|                           | Biblioteca del Parlamento               | Ottawa                                                | Ontario                                   | 7,411           |
|                           | Embalse de Manicouagan                  | Northern Quebec                                       | Quebec                                    | 5,550           |
|                           | Edificio Legislativo de Manitoba        | Winnipeg                                              | Manitoba                                  | 3,650           |
|                           | Isla Manitoulin                         | Lago Huron                                            | Ontario                                   | 25,775          |
|                           | Bagel de Montreal                       | Montreal                                              | Quebec                                    | 3,981           |
|                           | Monte Thor                              | Parque nacional Auyuittuq                             | Nunavut                                   | 5,750           |
|                           | Mum's House                             | Scarborough                                           | Ontario                                   | 3,383           |
|                           | Museum of Civilization                  | Gatineau                                              | Quebec                                    | 15,015          |
|                           | Narcisse Snake Dens                     | Narcisse                                              | Manitoba                                  | 5,407           |
|                           | Nonosabasut Rock                        | Grand Falls-Windsor                                   | Terranova y Labrador                      | 8,563           |
|                           | Paso del Noroeste                       | Ártico de Canadá                                      |                                           | 10,117          |
|                           | Number 5 Road                           | Richmond                                              | Columbia Británica \|\| 2,343             |                 |
|                           | Percé Rock                              | Gaspé                                                 | Quebec                                    | 10,417          |
|                           | Manada de caribues de Porcupine         | Norte de Canadá                                       |                                           | 8,001           |
|                           | Rankin Inlet Inukshuk                   | Rankin Inlet                                          | Nunavut                                   | 7,531           |
|                           | Canal Rideau                            | Río Ottawa                                            | Ontario                                   | 12,163          |
|                           | Fiordo Saguenay                         | Laurentian Highlands                                  | Quebec                                    | 7,590           |
|                           | Saugeen Shores sunsets                  | Saugeen Shores                                        | Ontario                                   | 7,493           |
|                           | Singing Sands Beach                     | Basin Head                                            | Isla del Príncipe Eduardo                 | 8,232           |
|                           | Spiral Tunnels                          | Montañas Rocosas de Canadá                            | Columbia Británica                        | 8,755           |
|                           | The Stanley Cup                         |                                                       |                                           | 19,581          |
|                           | Carretera transcanadiense               |                                                       |                                           | 14,753          |
|                           | Tuktoyaktuk Pingos                      | Tuktoyaktuk                                           | Territorios del Noroeste                  | 5,987           |
|                           | Vegreville Egg                          | Vegreville                                            | Alberta                                   | 5,444           |
| Archivo:Vimy Memorial.JPG | Vimy Memorial                           | Comuna de Givenchy-en-Gohelle, cerca de Vimy, Francia |                                           | 15,462          |
|                           | Wreck Beach                             | Pacific Spirit Regional Park                          | Columbia Británica                        | 7,143           |